# J. Joseph Curran

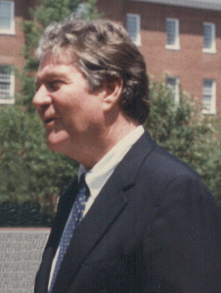
J. Joseph Curran

J. Joseph Curran Jr.  (* 7. Juli 1931 in West Palm Beach, Florida) ist ein US-amerikanischer Politiker. Zwischen 1983 und 1987 war er Vizegouverneur des Bundesstaates Maryland.

## Werdegang
Joseph Curran besuchte die öffentlichen Schulen in Baltimore in Maryland und die dortige Loyola High School. Anschließend studierte er an der University of Baltimore. Zwischen 1951 und 1955, also auch zur Zeit des Koreakrieges, diente er in der Air Force. Nach einem anschließenden Jurastudium an der University of Baltimore und seiner 1959 erfolgten Zulassung als Rechtsanwalt begann er in diesem Beruf zu arbeiten. Später wurde er auch Mitglied der Anwaltskammer von Maryland. Gleichzeitig schlug er als Demokrat eine politische Laufbahn ein. Zwischen 1959 und 1963 saß er im Abgeordnetenhaus von Maryland; von 1963 bis 1983 gehörte er dem dortigen Staatssenat an.
1982 wurde Curran an der Seite von Harry Hughes zum Vizegouverneur von Maryland gewählt. Dieses Amt bekleidete er zwischen 1983 und 1987. Dabei war er Stellvertreter des Gouverneurs. Danach übte er zwischen 1987 und 2007 das Amt des Attorney General seines Staates aus. Das war die bisher längste Amtszeit in diesem Amt in der Geschichte Marylands. In dieser Eigenschaft setzte er sich für besseren Schutz von Kindern und gegen Drogenmissbrauch ein. Im Lauf seines Lebens erhielt Curran zahlreiche Ehrungen und Auszeichnungen. Mit seiner Frau Barbara hat er vier Kinder. Einer seiner Schwiegersöhne ist Gouverneur Martin O’Malley.